# Chōsen-Armee
| Chōsen-Armee             | Chōsen-Armee     |
| Japanischer Name         | Japanischer Name |
| ------------------------ | ---------------- |
| Kanji                    | 朝鮮軍           |
| Rōmaji nach Hepburn      | Chōsen-gun       |
| Koreanischer Name        |                  |
| Hangeul                  | 조선군           |
| Hanja                    | 朝鮮軍           |
| Revidierte Romanisierung | Joseon-gun       |
| McCune-Reischauer        | Chosŏn-gun       |

Die Chōsen-Armee (dt. „Korea-Armee“) war eine Armee des Kaiserlich Japanischen Heeres, die anfänglich als Schutztruppe, ab 1910 als Kolonialarmee in der japanischen Provinz Chōsen diente. Sie bestand vom 11. März 1904 bis zum 22. Januar 1945 und wurde aus der 19. und 20. japanischen Division gebildet. Ihr Nachfolger war die 17. Regionalarmee.

## Geschichte
Während des Russisch-Japanischen Krieges von 1904 bis 1905 besetzte das Kaiserlich Japanische Heer große Teile des Kaiserreichs Korea und etablierte am 11. März 1904 eine sogenannte „Koreanische Garnisonsarmee“ (jap. 韓国駐剳軍, Kankoku Chūsatsugun) in der Hauptstadt Hanseong, um die dortige japanische Botschaft und Zivilisten zu schützen. Diese bestand zu Anfang nur aus japanischer Militärpolizei und erst nach der Annexion Koreas durch Japan am 22. August 1910 wurde unter Protest der Bevölkerung eine erste Division in der nun Keijō genannten Stadt stationiert. Korea wurde als Provinz mit dem Namen Chōsen in das Kaiserreich Japan eingegliedert und entsprechend wurde die Koreanische Garnisonsarmee in Chōsen Chūsatsugun, „Chōsen-Garnisonsarmee“ umbenannt. Ab 1915 verstärkte die 20. japanische Division die 19. Division in Chōsen. Am 1. Juni 1918 erfolgte eine erneute Umbenennung in Chōsen-gun („Chōsen-Armee“), um zu verdeutlichen, dass die Provinz Chōsen keine Garnisonsarmee benötigt, da sie als integraler Bestandteil des Japanischen Kaiserreichs angesehen wurde, auch wenn seine Bürger noch nicht die vollen japanischen Bürgerrechte besaßen. Hauptaufgabe der Chōsen-Armee war der Schutz Chōsens vor Bedrohungen von außen durch die Republik China und des Russischen Kaiserreiches beziehungsweise später der Sowjetunion. Sie wurde dort jedoch auch gegen koreanisch-nationalistische Aufstände und anderen politischen Unruhen eingesetzt. Während der Sibirischen Intervention der japanischen Armee von 1918 bis 1922 diente die Chōsen-Armee als Rückendeckung für die auf russischem Gebiet stationierten japanischen Soldaten. Sie unterstützte auch die Kwantung-Armee bei ihrem unautorisierten Vorgehen in der Mandschurei im Vorfeld der japanischen Invasion 1931. 1941 wurde sie unter das Kommando des neuen Zentralen Verteidigungskommandos gestellt, um ihre Aktionen besser mit denen anderer Einheiten im Pazifikkrieg zu koordinieren.
Als sich die Kriegslage im Pazifikkrieg immer mehr gegen Japan wandte und ab 1945 die Möglichkeit einer Invasion der japanischen Hauptinseln immer deutlicher abzeichnete, wurde die Chōsen-Armee am 22. Januar 1945 in die neu gebildete 17. Regionalarmee eingegliedert und unter das Oberkommando der Kwantung-Armee gestellt. Dies geschah, um im Notfall auch Einsätze außerhalb der Provinz möglich zu machen, ohne der Öffentlichkeit zu verdeutlichen, dass man Truppen aus dem Kernland abzieht. Es kam jedoch zu keinem Einsatz außerhalb Chōsens mehr, da die Sowjetunion ab dem 9. August in der Operation Auguststurm sowohl die japanisch kontrollierte Mandschurei überrannte als auch, durch Landungen an der Ostküste Chōsens, einen kleinen, nördlichen Teil dieser unter ihre Kontrolle brachte. Die wenigen, ausgedünnten Truppenteile konnten der Roten Armee keinen effektiven Widerstand mehr leisten und ergaben sich schnell.

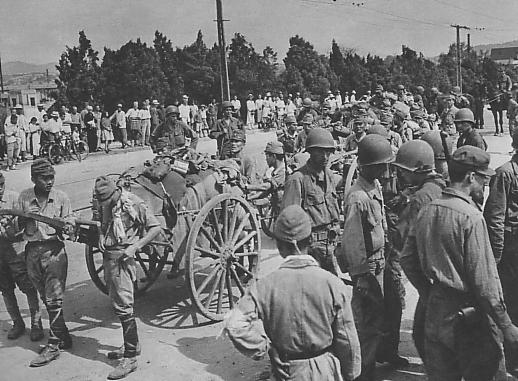
Endgültiger Abzug der verbliebenen japanischen Soldaten aus Chōsen unter Aufsicht des US-Militärs

Nach der Kapitulation Japans wurde der Nachfolger der Chōsen-Armee, die 17. Regionalarmee, am 15. August 1945 offiziell aufgelöst. Da in der amerikanischen Besatzungszone, südlich des 38. Breitengrades jedoch erst am 8. September 1945 erste Einheiten der 7. US-Infanteriedivision und am Folgetag deren Befehlshaber John R. Hodge anlandeten, blieben die japanische Kolonialverwaltung und die militärischen Strukturen bis zu diesem Datum voll intakt. Da Hodge nur wenige amerikanische Truppen zur Verfügung standen und den Koreanern keine breite Selbstverwaltung eingeräumt werden sollte, wurden viele japanische Soldaten auch weiterhin unter Waffen gehalten und blieben im Land. Erst als, von der japanerfeindlichen Politik des sowjetisch besetzten Nordens aus geschürt, die koreanischen Proteste gegen das Verbleiben der ehemaligen Kolonialherren im Land im Verlaufe des Jahres 1946 immer heftiger wurden, wurde Hodge angewiesen, alle Japaner des Landes zu verweisen. Dies schloss, nach ihrer Demilitarisierung, auch die Soldaten der ehemaligen Chōsen-Armee mit ein.

## Führung
Oberbefehlshaber
- Generalleutnant Kensai Haraguchi (11. März 1904 – 8. September 1904)
- Feldmarschall Hasegawa Yoshimichi (8. September 1904 – 21. Dezember 1908)
- General Haruno Okubo (21. Dezember 1908 – 18. August 1911)
- General Arisawa Ueda (18. August 1911 – 14. Januar 1912)
- General Sadayoshi Ando (14. Januar 1912 – 25. Januar 1915)
- General Seigo Inokuchi (25. Januar 1915 – 18. August 1916)
- General Yoshifuru Akiyama (18. August 1916 – 6. August 1917)
- General Satoshi Matsukawa (6. August 1917 – 24. Juli 1918)
- General Heitaro Utsunomiya (24. Juli 1918 – 16. August 1920)
- Generalleutnant Jiro Oba (16. August 1920 bis 24. November 1922)
- General Shinnosuke Kikuchi (24. November 1922 bis 20. August 1924)
- General Soroku Suzuki (20. August 1924 – 2. März 1926)
- General Shusei Morioka (2. März 1926 – 5. März 1927)
- General Hanzo Kanaya (5. März 1927 – 1. August 1929)
- General Jiro Minami (1. August 1929 – 22. November 1930)
- Generalleutnant Senjuro Hayashi (22. November 1930 – 26. Mai 1932)
- General Yoshiyuki Kawashima (26. Mai 1932 – 1. August 1934)
- General Kenkichi Ueda (1. August 1934 – 2. Dezember 1935)
- General Kuniaki Koiso (2. Dezember 1935 – 15. Juli 1938)
- General Kotaro Nakamura (15. Juli 1938 bis 7. Juli 1941)
- Generalleutnant Seishiro Itagaki (7. Juli 1941 – 7. April 1945)
- Generalleutnant Yoshio Kozuki (7. April 1945 – September 1945)